# Aaron Nimzowitsch

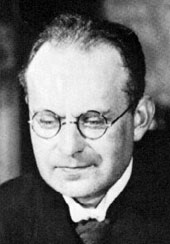
Aaron Nimzowitsch

Aaron Nimzowitsch, Lets: Ārons Ņimcovičs, (Riga, 7 november 1886 – Kopenhagen, 16 maart 1935) was een Letse schaker. Hij werd in Letland geboren maar heeft lange tijd in Denemarken gewoond. Hijzelf spelde zijn achternaam als Niemzowitsch.
| 8 | rd                         | nd | bd | qd | kd |    |    | rd |
| 7 | pd                         | pd | pd | pd |    | pd | pd | pd |
| 6 |                            |    |    |    | pd | nd |    |    |
| 5 |                            |    |    |    |    |    |    |    |
| 4 |                            | bd | pl | pl |    |    |    |    |
| 3 |                            |    | nl |    |    |    |    |    |
| 2 | pl                         | pl |    |    | pl | pl | pl | pl |
| 1 | rl                         |    | bl | ql | kl | bl | nl | rl |
|   | a                          | b  | c  | d  | e  | f  | g  | h  |
|   | Nimzo-Indische verdediging |    |    |    |    |    |    |    |

Nimzowitsch heeft een grote invloed op de ontwikkeling van de openingstheorie en de strategie van het schaakspel gehad. Zijn speelwijze werd in die tijd omschreven als "hypermodern". Hij schreef het belangrijke schaakboek Mein System (1925) en het vervolg Die Praxis meines Systems (1928).
In 1920 mocht hij Letland verlaten en hij ging eerst naar Zweden en twee jaar later naar Denemarken. Hij studeerde hard, en zijn sterkste periode lag tussen de jaren 1925 en 1930. In 1928 behaalde hij in Berlijn een groot succes: hij werd daar nipt tweede achter José Raúl Capablanca. Zijn grootste succes haalde hij in 1929, toen hij in Karlsbad won van onder andere Rudolf Spielmann, Akiba Rubinstein, Max Euwe, Milan Vidmar en Efim Bogoljoebov.
Hij heeft een aantal pogingen gedaan de wereldkampioen uit te dagen, maar zijn slechte financiële positie en zijn zwakke gezondheid verhinderden dit.
Nimzowitsch heeft tientallen openingsvarianten bestudeerd waaronder de schaakopening Nimzo-Indisch met de zetten 1.d4 Pf6 2.c4 e6 3.Pc3 Lb4.
Hij was een groot bewonderaar van zijn tijdgenoot Siegbert Tarrasch, hoewel beide schakers het niet altijd met elkaar eens waren.
Nimzowitsch overleed in Kopenhagen aan de gevolgen van een longontsteking.